# Israel Exploration Society
Israel Exploration Society (hebr. החברה לחקירת ארץ ישראל ועתיקותיה, pol. Izraelskie Towarzystwo Eksploracyjne) − założone w 1914 stowarzyszenie zrzeszające osoby zajmujące się historią, geografią i archeologią szeroko rozumianej Ziemi Izraela. Wcześniejsza nazwa stowarzyszenia: Jewish Palestine Exploration Society.
Stowarzyszenie wydaje własne periodyki:
- "Israel Exploration Journal" (generalnie ukazujący się rokroczenie)
- "Qadmoniot, Journal for the Antiquities of Eretz-Israel and Bible Lands"
- "Bulletin of the Israel Exploration Society"

W latach 1982–1989 ukazywał się także "Excavations and Surveys in Israel", zaś w latach 1964-2003 "Studies in the Geography of Israel". Stowarzyszenie odpowiedzialne jest za kolportaż "Israel Numismatic Journal", wydawanego przez Izraelskie Towarzystwo Numizmatyczne (Israel Numismatic Society).